# Bulbostylis melanocephala
Bulbostylis melanocephala là một loài thực vật có hoa trong họ Cói. Loài này được (Ridl.) C.B.Clarke mô tả khoa học đầu tiên năm 1894.